# 波那文都站
波那文都（法語：Station Bonaventure）位於加拿大魁北克省蒙特利爾市瑪利城區，是蒙特利爾地鐵2號線其中一個車站，服務蒙特利爾的中央商業區。乘客也可以在此轉乘近郊鐵路前往蒙特利爾外部及安大略省等地區。

## 外部連結
- （法文）（英文）蒙特利爾交通局：博訥站 （页面存档备份，存于）（英文） （页面存档备份，存于）
- （法文）（英文）：博訥站 （页面存档备份，存于）（英文） （页面存档备份，存于），含有博訥站的資訊、歷史、車站結構與藝術品資料。